# 55 East Erie Street
55 East Erie Street è un grattacielo ad uso residenziale di Chicago, Illinois.

## Caratteristiche
Costruito tra il 2001 e il 2004 e alto 197 metri è tra i grattacieli residenziali più alti della città. L'edificio al suo interno dispone di 194 appartamenti sette dei quali con attico incluso.